# Zephyr (Texas)
Zephyr es un lugar designado por el censo ubicado en el Brown en el estado estadounidense de Texas. En el Censo de 2020 tenía una población de 179 habitantes y una densidad poblacional de 45,66 habitantes por km². Fue incluido como CDP en el censo de 2020.

## Geografía
Zephyr se encuentra ubicado en las coordenadas 31°40′45″N 98°47′28″O / 31.67917, -98.79111. Según la Oficina del Censo de los Estados Unidos,  tiene una superficie total de 3,92 km², todos correspondientes a tierra firme.